# 吳學讓
吳學讓（1923年—），字退伯，中國四川省岳池縣人，水墨畫家、美術教育家。

## 经历
1923年生于四川省岳池縣东板桥镇。家中以务农为生。抗战时期考入当时位于重庆的国立艺术专门学校。之后随校迁往杭州。在校期间受鄭昶影响甚深。
1948年畢業於杭州藝專國畫科。繪畫以傳統工筆花鳥開始，兼通青綠山水，更在1960年代起開創獨具個人特色的現代水墨，與水墨畫家劉國松等人創辦中國現代水墨畫會。

個性淡泊名利，謙遜隨和，因此也以「退伯」自詡。書畫家張光賓曾以一首小詩來形容吳學讓：「學貴專精，當仁不讓；退思勵進，寧為笨伯。」在台灣的教學生涯長達近五十年，1997年後定居於美國洛杉磯至今。

## 創作歷程
吳學讓的水墨繪畫，最早的開端由工筆花鳥開始，並且開闢了現代水墨的新局。

### 傳統水墨
吳學讓的傳統水墨繪畫，是以相當大量的寫生作為基礎，兼善工筆、寫意。加上他不斷開拓創新的決心，造就現在的水墨風貌。例如突破過去的水墨畫作經常出現的大片留白空間，吳學讓的畫作中經常出現大片的植物簇擁成群，形成富麗華貴的風貌。又例如吳學讓因為小時候的經驗，在畫中也創作了光圈、月暈一般的聚焦效果。指墨是他另外一個絕技，利用手指沾墨，創造出簡潔、瀟灑的俐落畫風。

### 現代水墨
吳學讓的現代水墨很容易讓人聯想到米羅或是保羅·克利這樣的西方當代大師，但是據吳學讓本人口述，並沒有特別去學習或接觸這樣的西式抽象訓練。吳學讓的現代水墨，提煉自中國的古典圖像與青銅器銘文，或是任教女師專時期鑽研兒童畫所得。

#### 六口之家
吳學讓創造的六口之家。
圖樣，表現了現代人與家庭社會的種種關係。又利用各種禽鳥姿態，呈現兼具幻想與幽默感的作品，以此建立他的現代水墨畫風典範。以此符號，吳學讓創作了如〈兒女窩〉、〈兒戲〉等精采作品，這樣的作品也表現出畫家對於溫馨家庭的期許。

#### 故國神遊
故國神遊是吳學讓現代水墨的重要里程碑。吳學讓鑽研古代的歷史文獻與圖像後，創造出以古典圖像作為基礎的創作模式。作品中不僅帶有神祕色彩，也有先民圖像創作上保留的純樸自然，相當迷人。巨幅的〈故國神遊〉系列與〈古蹟〉、〈醉月〉等都是此時期的重要作品。

#### 文字之美
書法是吳學讓每天必定練習的功課，平常每天會寫三小時以上。吳學讓也以書法為基礎，創作出蜿蜒曲折的線條，表現中國文字充滿韻律與和諧的美感。

## 美術教育貢獻
1948年畢業後自願到台灣教書，任教生涯近50年。
。
- 1948-1955任教於嘉義中學、花蓮師範學校、花蓮女子中學、桃園中學
- 1956任教於台灣省立台北女子師範學院
- 1978任文化大學美術系專任教授
- 1988任教於東海大學美術系
- 1993於東海大學屆齡退休

## 重要展覽
- 1994台北市立美術館「吳學讓七十回顧展」
- 2004國立歷史博物館「故國神遊─吳學讓八十回顧展」
- 2009台北市立美術館「開顯與時變─創新水墨藝術展」
- 2010交通大學藝文中心「世紀新墨─吳學讓創作展 （页面存档备份，存于）」
- 2010上海劉海粟美術館「吳學讓中國水墨展」
- 2012名山藝術台北館（页面存档备份，存于）「吳學讓九十慶生大展」
- 2017國立台灣美術館 「線性-符號/東方幾何一吳學讓藝術特展」

作品廣為各大美術館收藏。